# Безано
Безано (італ. Besano, п'єм. Besano) — муніципалітет в Італії, у регіоні Ломбардія,  провінція Варезе.
Безано розташоване на відстані близько 530 км на північний захід від Рима, 55 км на північний захід від Мілана, 9 км на північний схід від Варезе.
Населення — 2582 особи (2014).
Щорічний фестиваль відбувається 11 листопада. Покровитель — святий Мартин.

## Демографія
Населення за роками:

Станом на 1 січня 2023 року в муніципалітеті офіційно проживали 102 іноземці з 24 країн, серед них 28 громадян країн Євросоюзу та 7 громадян України.

## Сусідні муніципалітети
- Бізускьо
- Куассо-аль-Монте
- Мериде
- Порто-Черезіо
- Віджу